# Bradypodion
Bradypodion là một chi tắc kè trong họ Chamaeleonidae. Chúng thường xuất hiện ở vùng Nam châu Phi.

## Các loài
- Bradypodion atromontanum Branch, Tolley & Tilbury, 2006
- Bradypodion caeruleogula Raw & Brothers, 2008
- Bradypodion caffer (Boettger, 1889)
- Bradypodion damaranum (Boulenger, 1887)
- Bradypodion dracomontanum Raw, 1976
- Bradypodion gutturale (Smith, 1849)
- Bradypodion kentanicum (Hewitt, 1935)
- Bradypodion melanocephalum (Gray, 1865)
- Bradypodion nemorale Raw, 1978
- Bradypodion ngomeense Tilbury & Tolley, 2009
- Bradypodion occidentale (Hewitt, 1935)
- Bradypodion pumilum (Gmelin, 1789)
- Bradypodion setaroi Raw, 1976
- Bradypodion taeniabronchum (Smith, 1831)
- Bradypodion thamnobates Raw, 1976
- Bradypodion transvaalense (Fitzsimons, 1930)
- Bradypodion ventrale (Gray, 1845)